# Pasiòn mediterranea
Pasiòn mediterranea è un album di Tullio De Piscopo, pubblicato nel 1997.

## Tracce
1. Pasiòn mediterranea – 4:29
2. Astor – 4:20
3. Un lavoro un lavoro – 3:48
4. Libera – 4:08
5. Colore moreno (Instrumental) – 4:38
6. Maronna che rumba – 3:46
7. Ritmo – 4:05
8. Prima del temporale (feat. Roberta Golisciani) – 4:05
9. Tu con me – 4:24
10. Senti come suona – 3:57

Durata totale: 41:40